# Pârâul Înstelat
Pârâul Înstelat este un curs de apă, afluent al râului Valea Vițeilor. 